# Wilhelm Wackernagel
Wilhelm Wackernagel (23 de abril de 1806, Berlín – 21 de diciembre de 1869, Basilea) fue un filólogo germano-suizo especializado en estudios germánicos. Fue el padre del indoeuropeísta Jacob Wackernagel.
Estudió literatura clásica y literatura germánica en la Universidad de Berlín como alumno de August Boeckh y Karl Lachmann. En 1833 se trasladó a Basilea, donde, de 1835 a 1869, fue profesor de lengua alemana y literatura en la Universidad de Basilea. Durante su estancia en esa ciudad, rechazó ofertas para ocupar cátedras en Berlín, Múnich, Tubinga y Viena.

## Obras
Fue considerado el principal germanista tras la muerte de Jacob Grimm en 1863. Varias de las obras significativas de Wackernagel fueron publicadas póstumamente. Los siguientes son algunos de sus principales escritos:
- Geschichte des deutschen Hexameters und Pentameters bis auf Klopstock, 1831.
- Gedichte Walthers von der Vogelweide (editado con Karl Joseph Simrock).[3]
- Deutsches Lesebuch, 1835–1843 (3 volúmenes).
- Geschichte der deutschen Litteratur : ein Handbuch, 1848-1855.[4]
- Die deutsche glasmalerei: Geschichtlicher entwurf mit belegen.
- Kleinere Schriften von Wilhelm Wackernagel, 187.
- Poetik, Rhetorik und Stilistik: Academische Vorlesungen, 1873 (editado por Ludwig Sieber).
- Johann Fischart von Strassburg, 1874.
- Altdeutsches handwörterbuch, 1878 (editado por Maximilian Rieger).
- Kleineres altdeutsches Lesebuch, 1880.[5]